# Selma Grünewald
Selma Grünewald (geboren 23. Juni 1899 in Kobern; gestorben 15. Mai 1942 in Bernburg) wurde als Jüdin Opfer der Shoah. Sie war Häftling im Konzentrationslager Ravensbrück und wurde in der sogenannten Heil- und Pflegeanstalt Bernburg ermordet.

## Leben
Selma Grünewald wurde als Tochter des Kaufmanns Samuel Grünewald und seiner Ehefrau Susanne geboren. Samuel Grünewald war mehrere Jahre Vorsteher der jüdischen Gemeinde von Kobern. Nach seinem Tod 1933 übernahm Selmas Bruder Julius, der als Viehhändler tätig war, die Rolle des Familienversorgers. Im Rahmen dieser Tätigkeit wurden 1936 gegen ihn die Vorwürfe der Abgabe einer falschen eidesstattlichen Versicherung erhoben, darüber berichtete unter anderem Der Stürmer. In der Folge beschloss Julius Grünewald, Deutschland zu verlassen, und floh mit seiner Frau nach Frankreich. Selma Grünwald blieb mit ihrer Mutter in Kobern, die beiden waren ab diesem Zeitpunkt für ihren weiteren Lebensunterhalt auf öffentliche Unterstützung angewiesen. Als jüdische Fürsorgeempfängerinnen wurden sie 1938 registriert, im Januar 1939 wurden die Fürsorgezahlungen eingestellt. In der Folge zogen Selma und ihre Mutter nach Düsseldorf um, wo die Mutter Unterstützung durch die jüdische Gemeinde erhielt. Ob Selma Grünwald ebenfalls eine solche Unterstützung erhielt, ist unsicher. Sie lebte in Düsseldorf getrennt von ihrer Mutter in einem Judenhaus, wo sie vermutlich Zwangsarbeit leisten musste. 1941 wurde sie nach Ravensbrück deportiert. Im Mai 1942 wurde Selma Grünewald im Rahmen der Aktion 14f13 als arbeitsunfähig und krank selektiert und zur Vergasung in die Heil- und Pflegeanstalt Bernburg gebracht, wo sie am 15. Mai 1942 ermordet wurde.